# Маккинни, Натаниэль
Натаниэль Бенджамин Маккинни (англ. Nathaniel Benjamin McKinney; род. 19 января 1982, Нассау) — багамский легкоатлет, специалист по бегу на короткие дистанции. Выступал на профессиональном уровне в 2000—2011 годах, бронзовый и дважды серебряный призёр чемпионатов мира, чемпион Панамериканских игр, победитель и призёр ряда крупных международных стартов, участник летних Олимпийских игр в Афинах.

## Биография
Натаниэль Маккинни родился 19 января 1982 года в Нассау, Багамские Острова.
Занимался лёгкой атлетикой во время учёбы в Saint Augustine’s College в Роли, в составе университетской легкоатлетической команды St. Augustine’s Falcons успешно выступал на различных студенческих соревнованиях в США.
Впервые заявил о себе на международном уровне в сезоне 2000 года, когда вошёл в состав багамской сборной и выступил в беге на 100 метров на юниорском первенстве Центральной Америки и Карибского бассейна в Сан-Хосе.
В 2003 году в эстафете 4×400 метров одержал победу на центральноамериканском и карибском чемпионате в Сент-Джорджесе, выступил на Панамериканских играх в Санто-Доминго, завоевал бронзовую награду на чемпионате мира в Париже.
Благодаря череде успешных выступлений в 2004 году удостоился права защищать честь страны на летних Олимпийских играх в Афинах — в финале эстафеты 4×400 метров вместе с соотечественниками Аароном Клиром, Андре Уильямсом и Крисом Брауном показал время 3:01.88, расположившись в итоговом протоколе соревнований на шестой строке.
В 2005 году в эстафете 4×400 метров победил на домашнем чемпионате Центральной Америки и Карибского бассейна в Нассау, выиграл серебряную медаль на чемпионате мира в Хельсинки, уступив в финале только команде США.
В 2006 году бежал эстафету 4×400 метров на чемпионате мира в помещении в Москве, в финал не вышел.
В 2007 году в эстафете 4×400 метров выиграл золотую медаль на Панамериканских играх в Рио-де-Жанейро и серебряную медаль на чемпионате мира в Осаке (в обоих случаях стартовал только на предварительных квалификационных этапах).
В 2008 году в той же дисциплине соревновался на чемпионате мира в помещении в Валенсии.
На чемпионате мира 2009 года в Берлине бежал 200 метров и эстафету 4×400 метров.
В 2010 году отметился выступлением на Центральноамериканских и Карибских играх в Маягуэсе.
Завершил спортивную карьеру по окончании сезона 2011 года.